# Fanalet glacial
El fanalet glacial (Benthosema glaciale) és una espècie de peix de la família dels mictòfids i de l'ordre dels mictofiformes.

## Morfologia
- Els mascles poden assolir 10,3 cm de longitud total.[1][2]

## Reproducció
- És sexualment madur a partir dels 3 cm de llargària i la femella produeix entre 160-2.000 ous segons la seua mida.[3]

## Depredadors
És depredat per Scomber scombrus, Thunnus alalunga i Fratercula arctica.

## Hàbitat
És un peix marí i d'aigües profundes que viu entre 0-1.407 m de fondària.

## Distribució geogràfica
Es troba a l'Atlàntic oriental (des de Noruega i Groenlàndia fins al Marroc, Mauritània i Guinea), l'Atlàntic occidental (Canadà i des de la badia de Baffin fins a l'extrem septentrional del Corrent del Golf) i la Mediterrània.